# پس از برخورد ما
بعد از برخورد ما (انگلیسی: After We Collided) یک فیلم رمانتیک است که در سال ۲۰۲۰ و با کارگردانی راجر کامبل و بازی جوزفین لانگفورد و هیرو فاینس-تیفین منتشر شد. این فیلم دنباله‌ای بر فیلم بعد از آن به‌شمار می‌رود و بر اساس داستانی با همین نام نوشته آنا تاد است.
دنباله این فیلم بعد از سقوط که در سپتامبر ۲۰۲۱ در ایالات متحده آمریکا اکران شد.
این اثر در اکتبر ۲۰۲۰ در سینما و شبکه‌های خانگی پخش شد.

## بازیگران
- جوزفین لانگفورد در نقش تسا یانگ
- هیرو فاینس-تیفین در نقش هاردین اسکات
  - جان جکسون هانتر در نقش کودکی هاردین
- لوئیس لومبارد در نقش تریش دنیلز
- دیلن اسپراوس در نقش ترور متیوز
- کندیس آکولا در نقش کیمبرلی
- چارلی وبر در نقش کریسشن ونس
- سلما بلر در نقش کارول یانگ
- شین پاول مک‌گی در نقش لاندن گیبسون
- رب استز در نقش کن اسکات
- اینانا سرکیس در نقش مالی ساموئلز
- ساموئل لارسن در نقش زد ایوانز
- پیا میا در نقش تریستان
- کریمه وستبروک در نقش کرن اسکات
- خدیجه رد تاندر در نقش استف جونز
- دیلن آرنولد در نقش نوآ پورتر

## دنباله
دنباله این فیلم با نام بعد از سقوط که در سپتامبر ۲۰۲۱ در ایالات متحده آمریکا اکران شد.

### دنباله‌های فیلم
- پس از آن (۲۰۱۹)
- پس از سقوط ما (۲۰۲۱)
- پس از شادی بی‌پایان (۲۰۲۲)
- پس از همه‌چیز (۲۰۲۳)

## تولید
در می سال ۲۰۱۹، مشخص شد که دنباله فیلم بعد از آن با همراهی جوزفین لانگفورد و هیرو فاینس-تیفین در نقش‌های تسا یانگ و هاردین اسکات ساخته خواهد شد.
در ۴ اوت اعلام شد که راجر کامبل این فیلم را کارگردانی خواهد کرد. در ۵ اوت، دیلن اسپراوس برای نقش ترور (همکار تسا) انتخاب شد. در ۱۵ اوت، چارلی وبر، راب استس، لوییس لومبارد، کندیس کینگ، کریمه وستبروک و مکس رگان به ترتیب برای نقش‌های کریسشن ونس، کن اسکات، تریش، کیم، کرن و اسمیت انتخاب شدند. استس و وستبروک برای نقش کن و کرن اسکات، جایگزین پیتر گلگر و جنیفر بیلز شدند.
عکاسی اصلی کار در اوت ۲۰۱۹ در آتلانتا، جورجیا آغاز شد.